# Euplexia euplexina
Euplexia euplexina là một loài bướm đêm trong họ Noctuidae.